# Joanício II de Constantinopla
Joanício II de Constantinopla (em grego: Ιωαννίκιος Β΄; m. 1659 ou 1660), conhecido também como Joanício II de Lindos, foi patriarca ecumênico de Constantinopla quatro vezes entre 1646 e 1656: entre 1646 e 1648, entre 1651 e 1652, entre 1653 e 1654 e finalmente entre 1655 e 1656.

## História
Joanício era natural de Lindos, na ilha de Rodes. Em 1624, foi nomeado bispo metropolitano de Ganos e Chora pelo patriarca Cirilo Lucaris e, em 1636, tornou-se metropolitano de Heracleia Perinto. Com o apoio de Basílio Lupu, voivode da Moldávia, foi eleito patriarca pela primeira vez em 16 de novembro de 1646.
Por todo o século XVII, foi habitual que intrigas e discussões entre as várias facções da comunidade grega em Istambul e no Santo Sínodo causassem deposições e reinstalações rápidas de patriarcas: entre 1595 e 1695, sessenta e uma trocas entre trinta e um patriarcas. Estas trocas frequentes eram encorajadas pelas autoridades otomanas, que recebiam uma "taxa de nomeação" em cada uma delas. Joanício também foi submetido a deposições e re-eleições recorrentes: ele foi deposto em 28 de outubro de 1648, reinstalado pela segunda vez em 1651, deposto em junho de 1652 e reinou novamente entre abril de 1653 e março de 1654 e de março de 1655 a julho de 1656.
Em 1654, Joanício foi preso por ter sido a causa principal da crescente dívida do Patriarcado por causa da Porta Sublime. Depois de sua última deposição, em 1656, Joanício foi nomeado bispo das ilhas de Kea e Cítnos, onde ele permaneceu até sua morte em 1659 ou 1660.
Para reforçar sua posição em relação aos seus adversários, Joanício buscou apoio do imperador Fernando III do Sacro Império Romano-Germânico e da Santa Sé. Por isto, ele permitiu que missões católicas se instalassem na costa do Mar Negro e nas ilhas Cíclades. Contudo, ele não assinou uma profissão de fé católica exigida pela Propaganda Fide alegando a precariedade de sua posição.